# شورش مشت‌زن‌ها
شورش مشت‌زن‌ها که با نام‌های قیام بوکسورها و جنبش ایهتوان نیز شناخته می‌شود، جنبشی میهن‌پرستانه و بیگانه‌هراسانه بود که توسط انجمن «مشت‌های هماهنگ پاک» در سال‌های بین ۱۸۹۸ و ۱۹۰۱ در چین رخ داد. این جنبش ضد امپریالیسم خارجی و مسیحیت بود. این خیزش در جواب تأثیرگذاری‌های بیگانگان در چین بود که ناراحتی معترضان دلایل گسترده‌ای از تجار تریاک، تهاجم سیاسی و دخالت‌های اقتصادی گرفته تا تبلیغات مبلغین مسیحیت را در برمی‌گرفت. در چین احساسات عمومی علیه بیگانگان با قراردادهای نابرابری که دولت ضعیف چینگ توان مقاومت در برابر آن‌ها را نداشت بیشتر می‌شد. با بهره‌برداری مبلغین مسیحی از وضعیت دولت چین و غصب زمین‌ها و دارایی‌های روستاییان برای کلیسای خود نارضایتی مردم بیشتر می‌شد. این احساسات عمومی سرانجام منجر به شورشی خشونت‌بار علیه بیگانگان شد.
در ۱۹۰۰، جنگجویان مشت‌زن، خارجی‌های شهر پکن را ترسانده و آن‌ها را مجبور به پناه گرفتن در منطقه سفارتخانه‌های شهر پکن کردند. این اقدام باعث شد تا ملکه تزی شی که در ابتدا دودل بود، با اصرار محافظه‌کاران دربار امپراتوری علیه بیگانگان اعلام جنگ کند. دیپلمات‌ها، مردمان غیرنظامی خارجی، سربازان و مسیحیان چینی در منطقه سفارت‌نشین پکن به محاصره نیروهای ارتش امپراتوری درآمدند که این محاصره ۵۵ روز طول کشید. مقامات دولت چین در برابر مسئله زنده نگه‌داشتن یا کشتن خارجی‌های این منطقه با یکدیگر دچار اختلاف شدند که باعث درگیری بین این دو گروه شد. رهبری کسانی که درخواست توافق و زنده نگه‌داشتن آنان را داشتند با شاهزاده چینگ بود. فرمانده ارشد نیروهای چینی، رونگلو، سه سال پس از شورش ادعا کرد که برای محافظت از محاصره‌شدگان تلاش کرده‌است. محاصره هنگامی پایان یافت که اتحاد هشت ملت نزدیک به ۲۰٬۰۰۰ نیروی نظامی به چین فرستادند و پس از شکست دادن ارتش امپراتوری چین، پکن را گرفتند. پروتکل مشت‌زن در تاریخ ۷ سپتامبر ۱۹۰۱ به قیام خاتمه داد و در آن مجازات‌های سنگینی بر دولت چین بسته شد؛ از جمله ۶۷ میلیون پوند جریمه (معادل ۴۵۰ میلیون تایل نقره) که بیشتر از مالیات یکساله دولت چین بود. این جریمه می‌بایست در طول سی سال به هشت کشور شرکت‌کننده در نبرد پرداخت می‌شد.

## خاستگاه مشتزن‌ها
انجمن مشت‌های  هماهنگی پاک که خارجی‌ها آنان را مشتزن‌ها (بوکسورها) یا مشتزنی جادویی ایهوه می‌نامیدند، انجمنی مخفی بود که در استان ساحلی چین، شاندونگ درست شده‌بود. برخی از مردم این استان شمالی بر اثر امپریالیسم و بلایای طبیعی دارایی‌های خود را از دست داده‌بودند. این گروه از بخش لی از گروه دینی باگوآ سرچشمه گرفتند. خارجی‌ها آنان را به دلیل تمرینات بدنی و هنرهای رزمی که انجام می‌دادند مشتزن می‌نامیدند. از ویژگی‌های این تمرینات می‌توان به حرکات شمشیر، تکنیک‌های در خاک افکندن و آوازهای آیین‌های بودایی و تائو اشاره کرد.
مشتزن‌ها معتقد بودند که با تمرین‌های سخت، رژیم غذایی، هنرهای رزمی و نیایش می‌توانند به ویژگی‌های فراطبیعی همچون پرواز کردن دست بیابند. همچنین بر این باور بودند که میلیون‌ها روح سرباز از آسمان‌ها برای کمک به آن‌ها در پاک کردن چین از بیگانگان خواهند آمد. مشتزن‌ها معمولاً از کشاورزان، روستاییان و کارگرانی تشکیل شده بودند که از بلایای طبیعی (همچون سیل)، گسترش اعتیاد به تریاک به جان آمده بودند و مسیحیان، مبلغان مسیحی و اروپاییان مهاجر را دلیل بدبختی‌های خود می‌دانستند. آن‌ها بر این باور بودند که چینی‌های مسیحی زمین‌های کشاورزی دیگران را بدون ترس از قانون، غصب می‌کنند. مشتزن‌ها بیگانگان را گویزی (به چینی: 鬼子) می‌نامیدند که به معنی دیو و اهریمن است. مشتزن‌ها به تفنگ‌های سبک و شمشیر مجهز بودند و بر این باور بودند که با توسل به نیروی آسمانی می‌توانند در برابر جراحات مقاومت کنند.

## دست‌اندازی بیگانگان و نبرد مشتزن‌ها

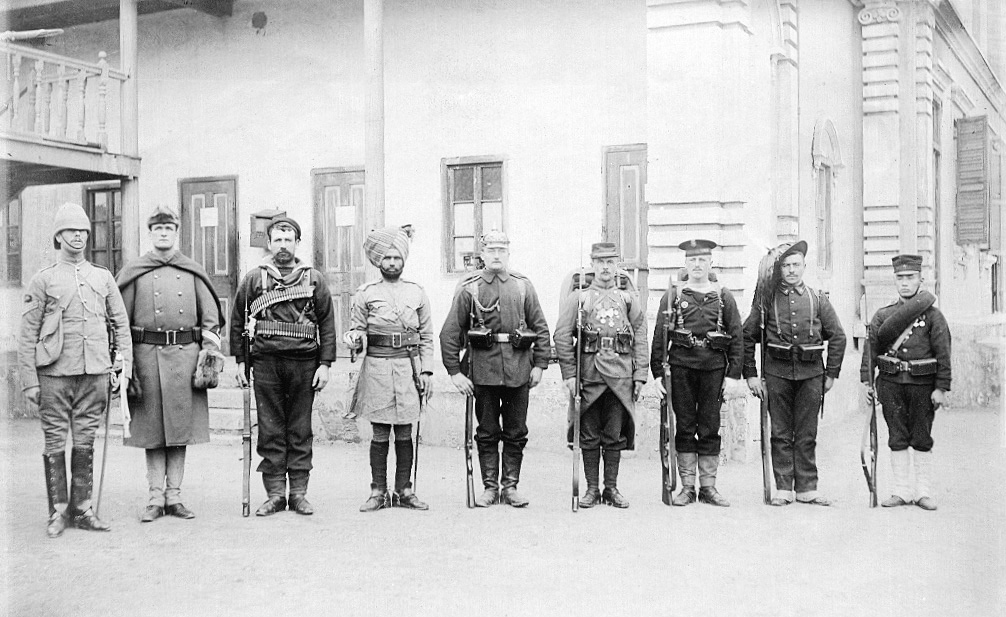
نیروهای هشت کشور متحد حاضر در نبرد شورش مشت‌زن‌ها. راست به چپ: ژاپن، ایتالیا، اتریش‌مجارستان،‌ فرانسه، آلمان، هند (مستعمره)، استرالیا، آمریکا، بریتانیا.

نیروهای دریایی بیگانگان در پایان آوریل ۱۹۰۰ شروع به ورود و محکم‌کردن جایگاه خود در کرانه‌های شمالی چین کردند. چندین گروه خارجی به طرف پایتخت اعزام شدند اما در نهایت با حملهٔ تمامی نیروهای اتحاد هشت کشور ایالات متحده آمریکا، انگلیس، فرانسه، ژاپن، روسیه، آلمان، ایتالیا، اتریش-مجارستان شورش مشت‌زن‌ها در هم کوبیده‌شد.

### اولین نیروهای بین‌المللی
در ۳۱ ماه می، پیش از به‌محاصره درآمدن کارکنان سفارت‌خانه‌ها در پایتخت، بنا بر درخواست سفارت‌ها نیرویی از هشت کشور شامل ۴۳۵ نفر (۷۵ فرانسوی، ۷۵ روسی، ۷۵ انگلیسی، ۶۰ آمریکایی، ۵۰ آلمانی، ۴۰ ایتالیایی، ۳۰ ژاپنی، ۳۰ اتریشی) با قطار از داگو به پایتخت اعزام شدند. پس از رسیدن این گروه به بخش سفارت‌نشین پایتخت در آن موضع گرفته و در هنگام محاصره به دفاع از آن پرداختند.

### اردوکشی سیمور

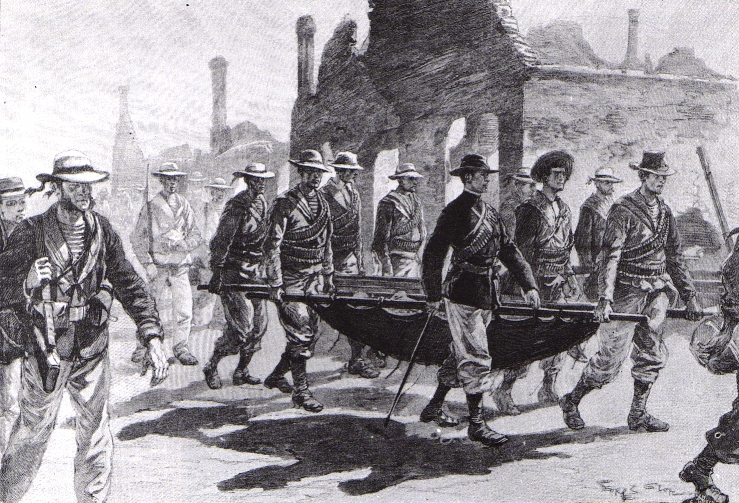
دریابان سیمور به همراه زخمی‌هایش در حال عقب‌نشینی به شهر تیان‌جین در ۲۶ام ژوئن.

با بدتر شدن شرایط نیروی دومی به اندازه ۲۰۰۰ ملوان و سرباز تحت فرماندهی دریابان ادوارد سیمور با هماهنگی دولت چین با قطار از داگو به قصد پکن حرکت کردند اما در ۱۲۰ کیلومتری پکن در تیان‌جین به علت خرابی ریل مجبور به توقف شدند. دریابان سیمور تصمیم به پیشروی و تعمیر ریل و در صورت نیاز پیشروی با پای پیاده گرفت که به برآشفتگی بارگاه امپراتوری منجر شد. به نیروهای ارتش امپراتوری دستور حمله به نیروهای بیگانه داده که به علت آشفتگی و دستورهای متناقض رسیده از پایتخت، ژنرال نی از فرماندهان ارتش امپراتوری چین اجازه خروج از تیان‌جین و حرکت نیروهای بیگانه را با قطار داد
پس از مدتی از خروج از شهر در ۱۸ ژوئن، نیروها محاصره شده و از همه طرف به صورت غیرمنظم مورد حمله چینی‌ها قرار گرفتند ولی باز به پیشروی ادامه دادند. در ۱۹ ژوئن با دویست زخمی و کمبود آذوقه و مهمات، شروع به عقب‌نشینی کرده و با سوار شدن بر چهار کرجی بزرگ در رودخانه بیهه به سمت جنوب عقب رفتند. کمی بعد به زرادخانه مخفی ژینگ رسیده و به سرعت آن را که شامل میلیون‌ها گلوله سلاح‌های انفرادی و مقادیر زیادی برنج و دارو بود گرفتند و در آنجا موضع دفاعی ساختند. خدمتکاری چینی را نیز که توانست خود را از صف مشتزن‌ها و نیروهای کینگ رد کند فرستادند تا به نیروهای متحد هشت کشور متحد وخامت شرایط آن‌ها را اعلام کند. در ۲۵ ژوئن هنگی ۱۸۰۰ نفره (۹۰۰ روسی، ۵۰۰ ملوان انگلیسی و نیروهایی از کشورهای دیگر) به کمک آن‌ها رسید و پس از به آتش کشیدن بخشی از زرادخانه که نتوانستند با خود ببرند (به ارزش ۳ میلیون فرانک) و با ۶۸ کشته و ۲۲۸ زخمی به شهر تیان‌جین عقب‌نشینی کردند.

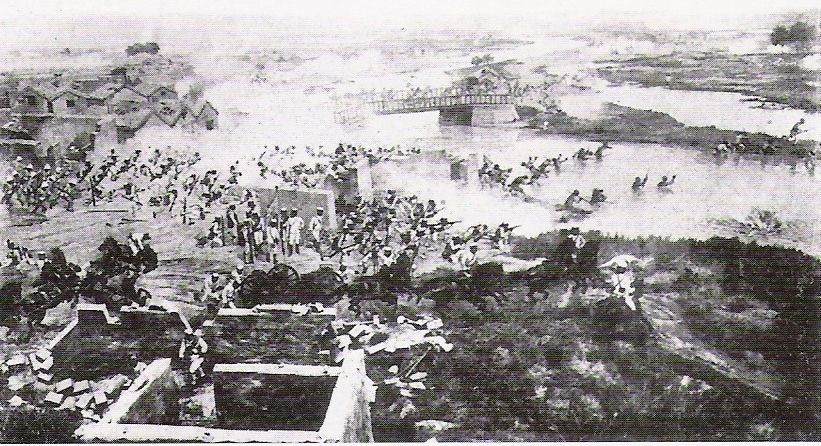
گرفتن دروازه جنوبی شهر تیان‌جین. نیروهای انگلیسی در چپ، ژاپنی‌ها در مرکز و فرانسوی‌ها در راست تصویر جای گرفته‌اند.

### اردوکشی گزلی
با بدتر شدن شرایط و از بین رفتن ارتباط بین تیان‌جین و پکن، نیروهای بیگانه به افزایش شمار افراد خود پرداخته و نیروهای بیشتری را در ساحل پیاده کردند. آن‌ها در ۱۷ ژوئن استحکامات داگو را گرفتند.
اکنون نیروهای بین‌المللی که فرماندهی آن‌ها را سپهبد آلفرد گزلی انگلیسی برعهده داشت به ۵۵٫۰۰۰ نفر می‌رسیدند که بیشتر آن‌ها ژاپنی بودند (۲۰٫۸۴۰ ژاپنی، ۱۳٫۱۵۰ روسی، ۱۲٫۰۲۰ انگلیسی، ۳٫۵۲۰ فرانسوی، ۳٫۴۲۰ آمریکایی، ۹۰۰ آلمانی، ۲٫۰۸۰ ایتالیایی، ۷۵ نفر از اتریش-مجارستان و همین‌طور نیروهای چینی مخالف مشتزن‌ها) در ۱۴ ژوئیه، نیروهای بین‌المللی به فرماندهی کلنل کوریای ژاپنی پس از یک روز جنگ موفق به گرفتن شهر تیان‌جین شدند.

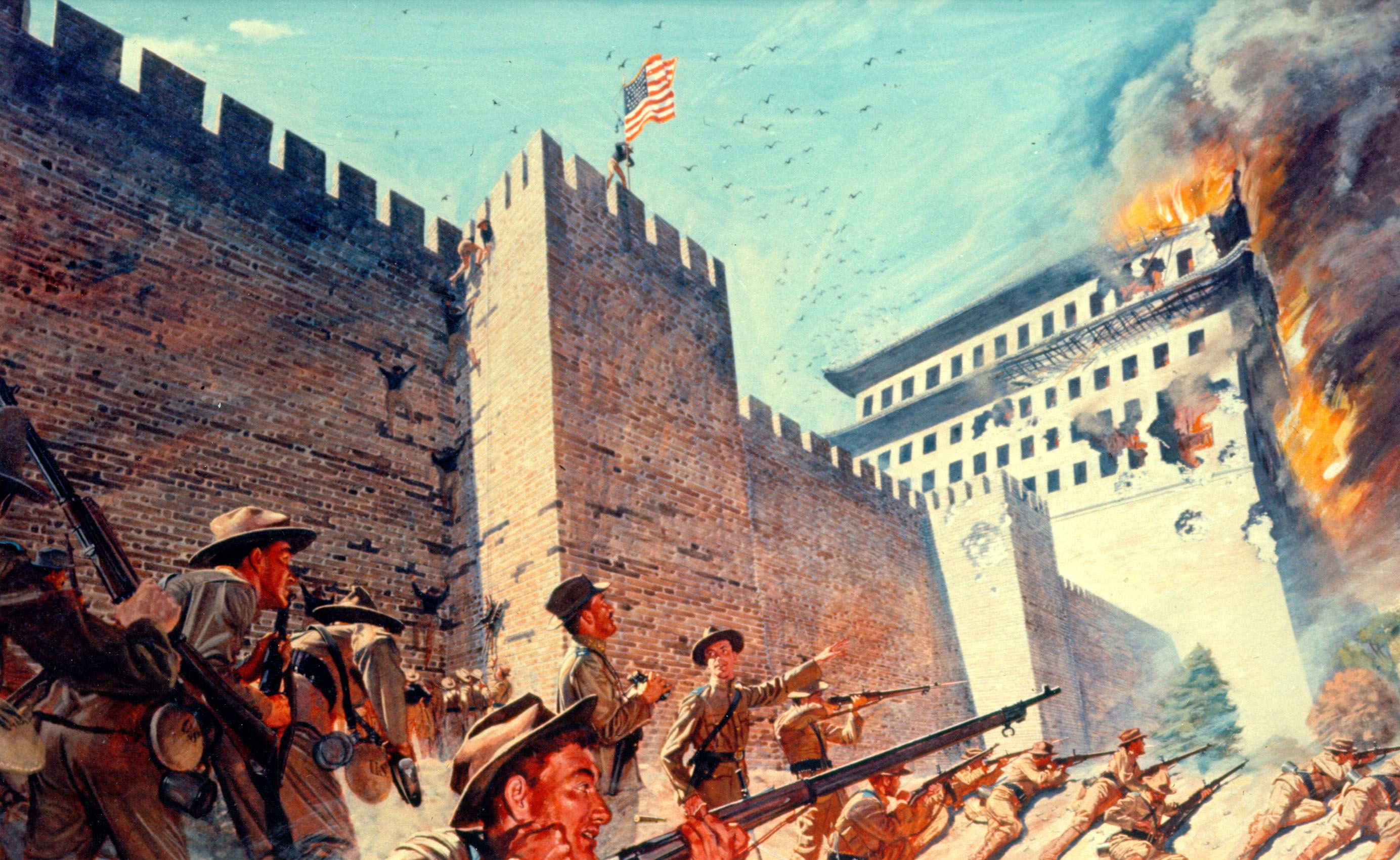
سرجوخه تیتوس، پرچم‌دار آمریکا، پرچم آمریکا را برفراز دیوارهای پکن به اهتزاز درمی‌آورد.

حرکت به طرف پکن با حدود ۲۰٫۰۰۰ نیروی بیگانه شروع شد و این در حالی بود که در ۴ آگوست شمارگان نیروهای امپراتوری کینگ به ۷۰٫۰۰۰ نفر و نیروهای مشتزن به حدود ۵۰٫۰۰۰ تا ۱۰۰٫۰۰۰ نفر می‌رسید. با این حال در مسیر بین تیان‌جین تا پکن مقاومت کمی در برابر نیروهای بین‌المللی صورت گرفت و تنها مشکل رطوبت و دمای بالا بود که تا ۱۱۰ درجه فارنهایت (۴۳ درجه سلسیوس) نیز می‌رسید.
نیروهای بین‌المللی در ۱۴ آگوست پکن را گرفتند. تمام کشورهای حاضر در اتحاد برای اولین بودن در آزاد کردن افراد حاضر در منطقه سفارتخانه‌ها به رقابت پرداختند که سرانجام نیروهای انگلیسی اولین کسانی بودند که خود را به منطقه رساندند. برافراشتن پرچم آمریکا بر فراز دیوارهای دفاعی شهر پکن به تصویری نمادین از شورش مشتزن‌ها تبدیل شده‌است.